# Distretto di Pomacocha (Apurímac)
Il distretto di Pomacocha è un distretto del Perù nella provincia di Andahuaylas (regione di Apurímac) con 972 abitanti al censimento 2007 dei quali 691 urbani e 281 rurali.
È stato istituito il 21 agosto 1963.